# Vénéjan
Vénéjan est une commune française située dans le nord-est du département du Gard en région Occitanie.
Exposée à un climat méditerranéen, elle est drainée par le Rhône, l'Arnave et par un autre cours d'eau. La commune possède un patrimoine naturel remarquable : deux sites Natura 2000 (« le Rhône aval » et le « marais de l'Ile Vieille et alentour ») et trois zones naturelles d'intérêt écologique, faunistique et floristique.
Vénéjan est une commune rurale qui compte 1 262 habitants en 2022, après avoir connu une forte hausse de la population depuis 1962.  Elle fait partie de l'aire d'attraction de Bagnols-sur-Cèze. Ses habitants sont appelés les Vénéjanais ou  Vénéjanaises.
Le patrimoine architectural de la commune comprend deux  immeubles protégés au titre des monuments historiques : la chapelle Saint-Jean-Baptiste de Vénéjan, inscrite en 1986, et la chapelle Saint-Pierre de Vénéjan, classée en 1996.

## Géographie
Commune située sur le Rhône en rive droite à la hauteur de sa confluence avec le canal de Donzère-Mondragon et sur la ligne de Givors-Canal à Grezan.

### Climat
Pour des articles plus généraux, voir Climat de l'Occitanie et Climat du Gard.
En 2010, le climat de la commune est de type climat méditerranéen franc, selon une étude s'appuyant sur une série de données couvrant la période 1971-2000. En 2020, Météo-France publie une typologie des climats de la France métropolitaine dans laquelle la commune est exposée à un climat méditerranéen et est dans la région climatique Provence, Languedoc-Roussillon, caractérisée par une pluviométrie faible en été, un très bon ensoleillement (2 600 h/an), un été chaud (21,5 °C), un air très sec en été, sec en toutes saisons, des vents forts (fréquence de 40 à 50 % de vents > 5 m/s) et peu de brouillards.
Pour la période 1971-2000, la température annuelle moyenne est de 14,3 °C, avec une amplitude thermique annuelle de 18,2 °C. Le cumul annuel moyen de précipitations est de 753 mm, avec 5,5 jours de précipitations en janvier et 3,2 jours en juillet. Pour la période 1991-2020, la température moyenne annuelle observée sur la station météorologique la plus proche, située sur la commune de Chusclan à 6 km à vol d'oiseau, est de 15,3 °C et le cumul annuel moyen de précipitations est de 750,2 mm,. Pour l'avenir, les paramètres climatiques de la commune estimés pour 2050 selon différents scénarios d'émission de gaz à effet de serre sont consultables sur un site dédié publié par Météo-France en novembre 2022.

### Milieux naturels et biodiversité

#### Réseau Natura 2000

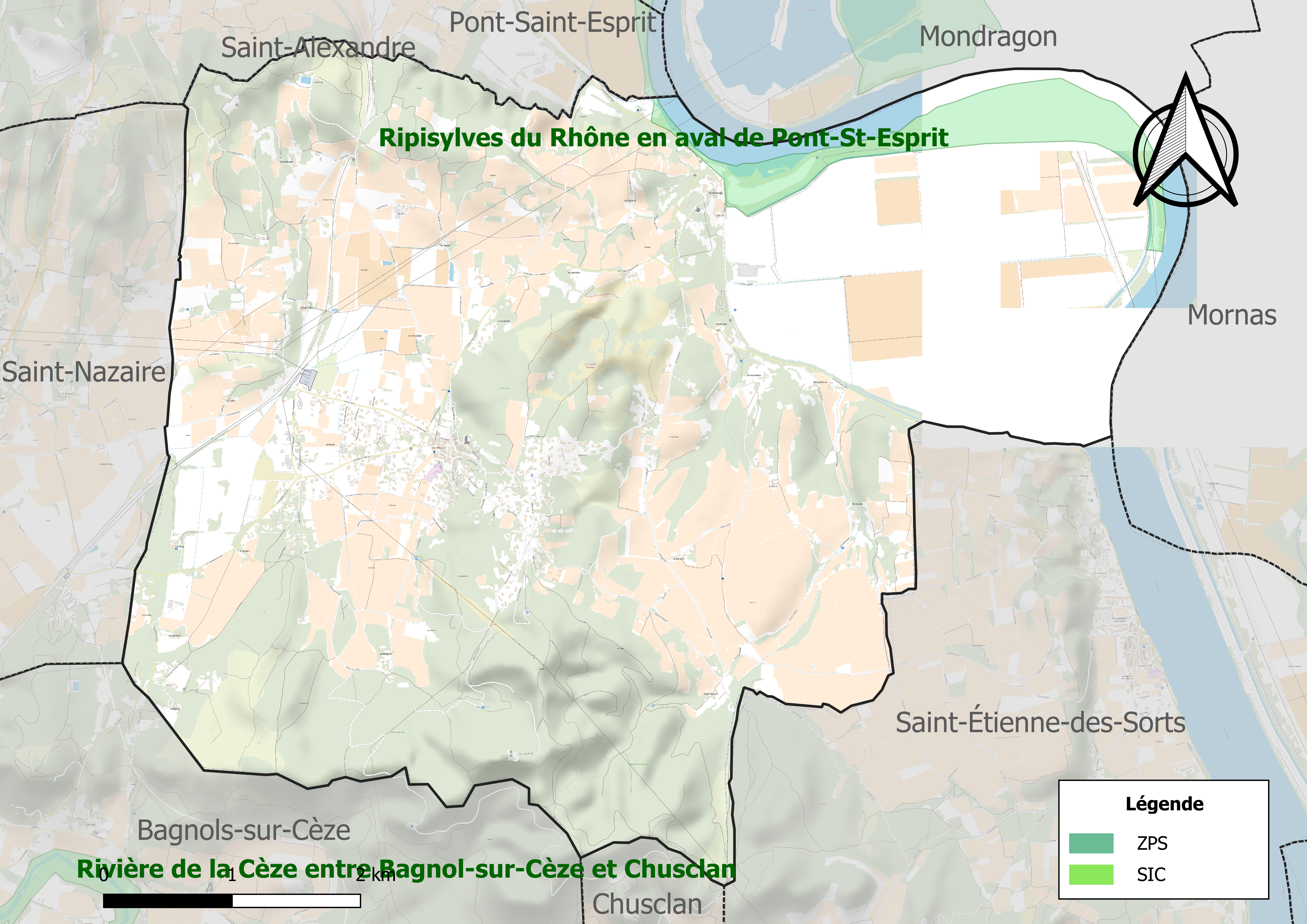
Site Natura 2000 sur le territoire communal.

Le réseau Natura 2000 est un réseau écologique européen de sites naturels d'intérêt écologique élaboré à partir des directives habitats et oiseaux, constitué de zones spéciales de conservation (ZSC) et de zones de protection spéciale (ZPS).
Un site Natura 2000 a été défini sur la commune au titre de la directive habitats :
- « le Rhône aval », d'une superficie de 12 579 ha[9]

et un au titre de la directive oiseaux : 
- le « marais de l'Ile Vieille et alentour », d'une superficie de 1 460 ha[10].

#### Zones naturelles d'intérêt écologique, faunistique et floristique
L’inventaire des zones naturelles d'intérêt écologique, faunistique et floristique (ZNIEFF) a pour objectif de réaliser une couverture des zones les plus intéressantes sur le plan écologique, essentiellement dans la perspective d’améliorer la connaissance du patrimoine naturel national et de fournir aux différents décideurs un outil d’aide à la prise en compte de l’environnement dans l’aménagement du territoire.
Une ZNIEFF de type 1 est recensée sur la commune :
les « ripisylves du Rhône en aval de Pont-St-Esprit » (138 ha), couvrant 3 communes du département et deux ZNIEFF de type 2, : 
- « le Rhône » (3 202 ha), couvrant 27 communes dont 2 dans l'Ardèche, 1 dans les Bouches-du-Rhône, 12 dans le Gard et 12 dans le Vaucluse[13] ;
- « le Rhône et ses canaux » (3 879 ha), couvrant 15 communes du département[14].

Carte des ZNIEFF de type 1 et 2 à Vénéjan.
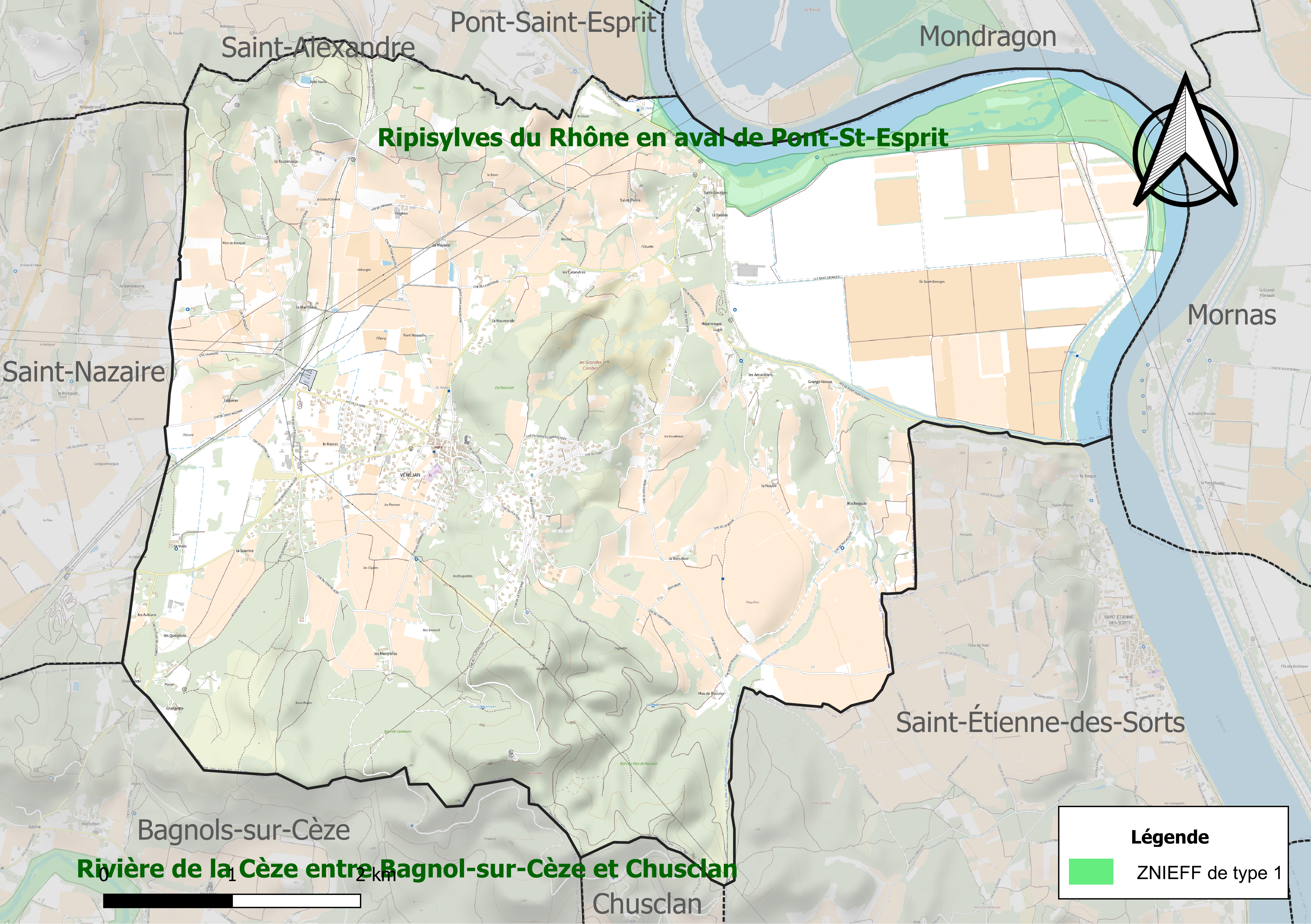
Carte de la ZNIEFF de type 1 sur la commune.
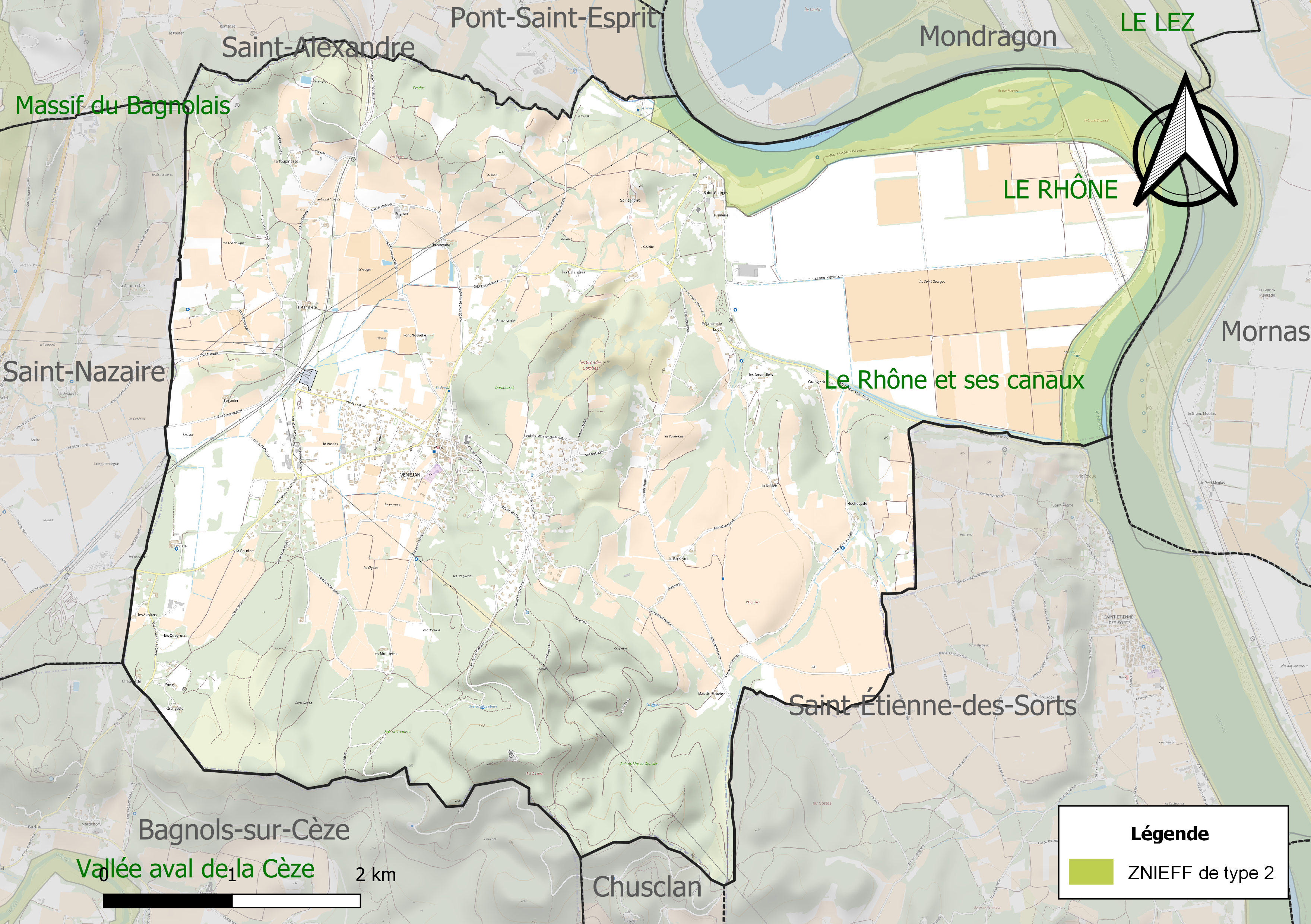
Carte des ZNIEFF de type 2 sur la commune.

## Urbanisme

### Typologie
Au 1er janvier 2024, Vénéjan est catégorisée commune rurale à habitat dispersé, selon la nouvelle grille communale de densité à sept niveaux définie par l'Insee en 2022.
Elle est située hors unité urbaine. Par ailleurs la commune fait partie de l'aire d'attraction de Bagnols-sur-Cèze, dont elle est une commune de la couronne,. Cette aire, qui regroupe 30 communes, est catégorisée dans les aires de moins de 50 000 habitants,.

### Occupation des sols
L'occupation des sols de la commune, telle qu'elle ressort de la base de données européenne d’occupation biophysique des sols Corine Land Cover (CLC), est marquée par l'importance des territoires agricoles (54,3 % en 2018), en diminution par rapport à 1990 (57,6 %). La répartition détaillée en 2018 est la suivante : 
cultures permanentes (32,1 %), forêts (27,6 %), zones agricoles hétérogènes (14,9 %), milieux à végétation arbustive et/ou herbacée (8,9 %), terres arables (7,3 %), zones urbanisées (5,7 %), eaux continentales (3,5 %). L'évolution de l’occupation des sols de la commune et de ses infrastructures peut être observée sur les différentes représentations cartographiques du territoire : la carte de Cassini (XVIIIe siècle), la carte d'état-major (1820-1866) et les cartes ou photos aériennes de l'IGN pour la période actuelle (1950 à aujourd'hui).

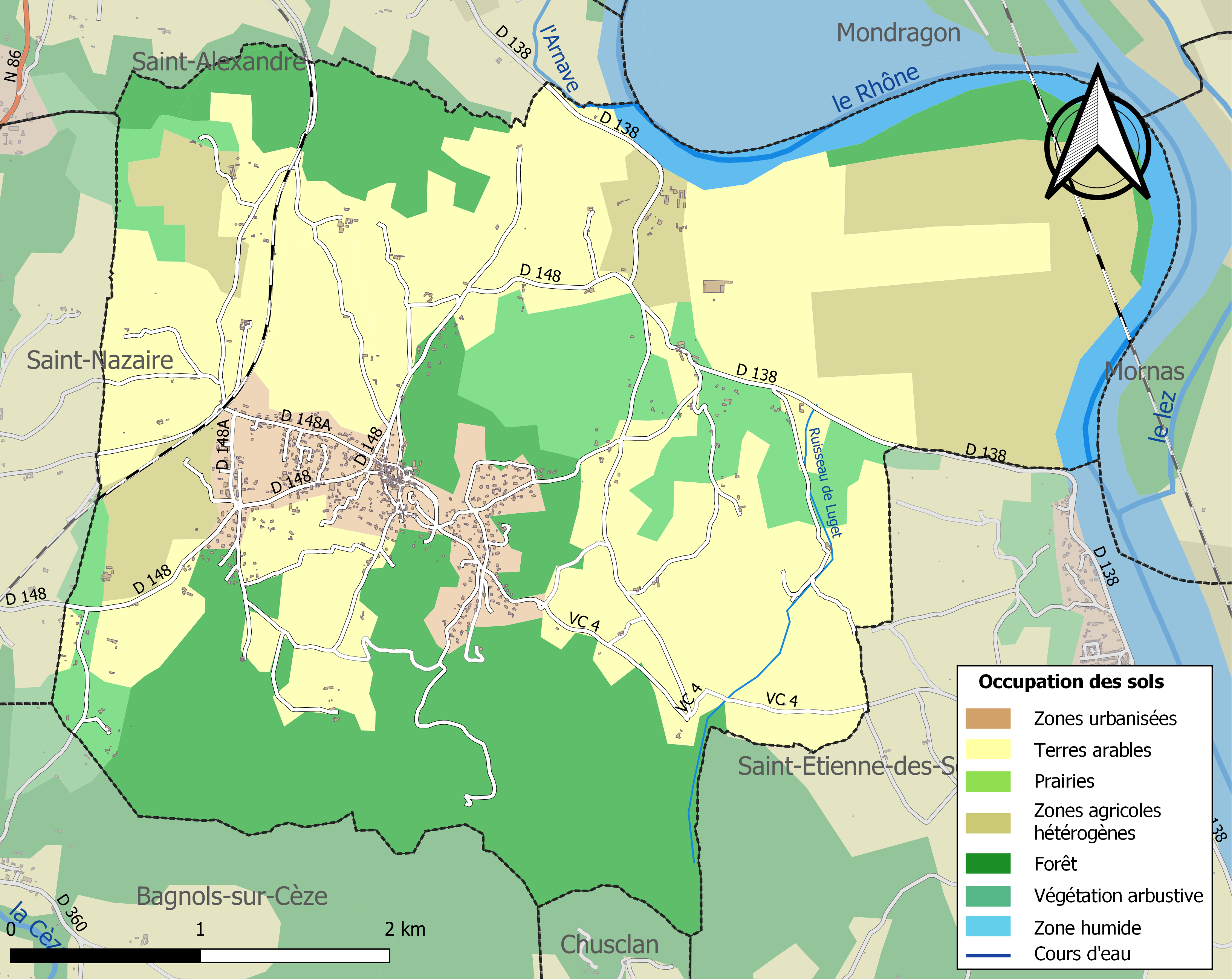
Carte des infrastructures et de l'occupation des sols de la commune en 2018 (CLC).

### Risques majeurs
Le territoire de la commune de Vénéjan est vulnérable à différents aléas naturels : météorologiques (tempête, orage, neige, grand froid, canicule ou sécheresse), inondations, feux de forêts, mouvements de terrains et séisme (sismicité modérée). Il est également exposé à deux risques technologiques,  le transport de matières dangereuses et le risque nucléaire. Un site publié par le BRGM permet d'évaluer simplement et rapidement les risques d'un bien localisé soit par son adresse soit par le numéro de sa parcelle.

#### Risques naturels
Certaines parties du territoire communal sont susceptibles d’être affectées par le risque d’inondation par débordement de cours d'eau et par une crue à  débordement lent de cours d'eau, notamment le Rhône et l'Arnave. La commune a été reconnue en état de catastrophe naturelle au titre des dommages causés par les inondations et coulées de boue survenues en 1982, 1983, 1993, 1994, 2002 et 2003,.

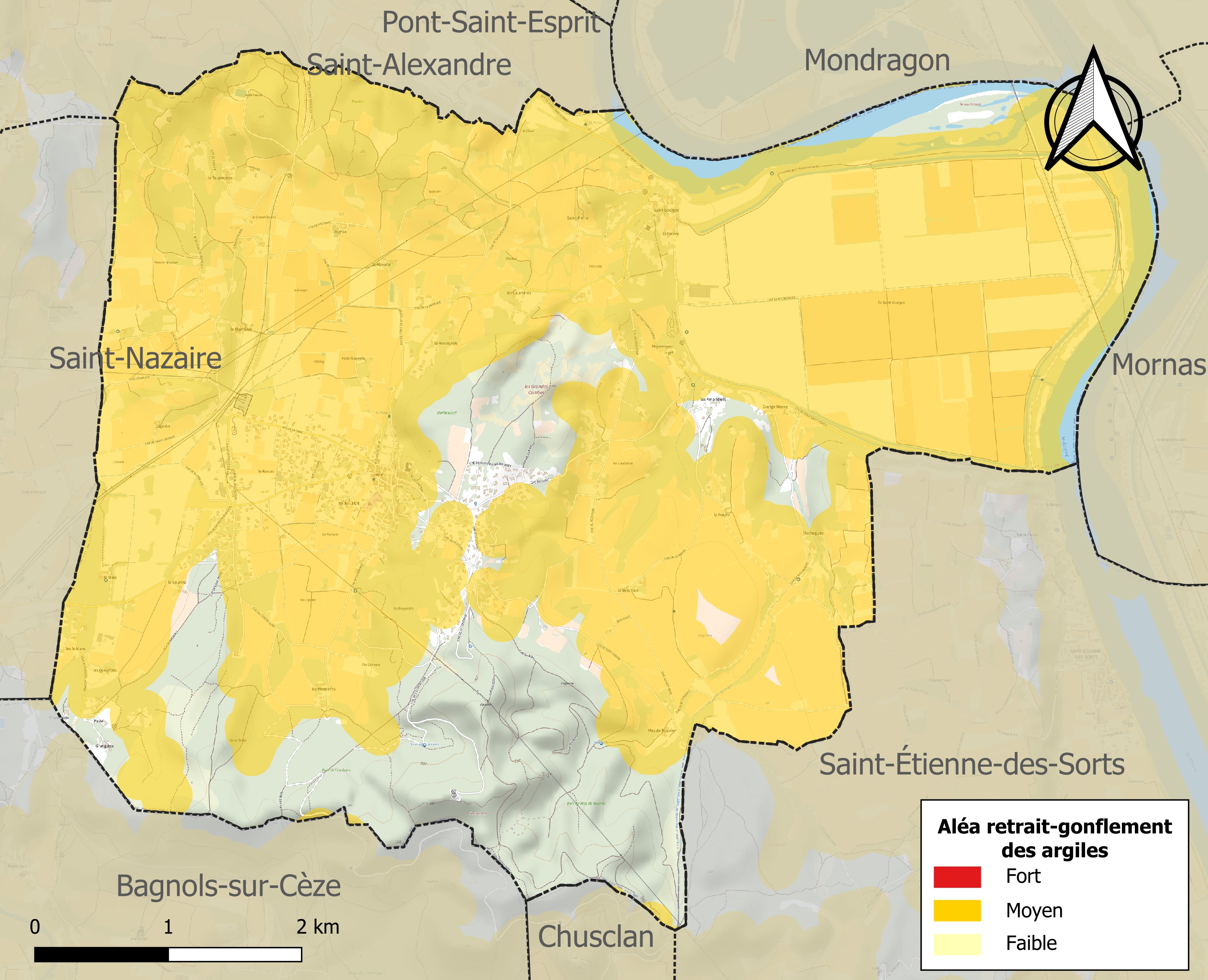
Carte des zones d'aléa retrait-gonflement des sols argileux de Vénéjan.

La commune est vulnérable au risque de mouvements de terrains constitué principalement du retrait-gonflement des sols argileux. Cet aléa est susceptible d'engendrer des dommages importants aux bâtiments en cas d’alternance de périodes de sécheresse et de pluie. 80,4 % de la superficie communale est en aléa moyen ou fort (67,5 % au niveau départemental et 48,5 % au niveau national). Sur les 588 bâtiments dénombrés sur la commune en 2019, 534 sont en aléa moyen ou fort, soit 91 %, à comparer aux 90 % au niveau départemental et 54 % au niveau national. Une cartographie de l'exposition du territoire national au retrait gonflement des sols argileux est disponible sur le site du BRGM,.
Par ailleurs, afin de mieux appréhender le risque d’affaissement de terrain, l'inventaire national des cavités souterraines permet de localiser celles situées sur la commune.
Concernant les mouvements de terrains, la commune a été reconnue en état de catastrophe naturelle au titre des dommages causés par la sécheresse en 2019 et par des mouvements de terrain en 1983.

#### Risques technologiques
Le risque de transport de matières dangereuses sur la commune est lié à sa traversée par des infrastructures routières ou ferroviaires importantes ou la présence d'une canalisation de transport d'hydrocarbures. Un accident se produisant sur de telles infrastructures est en effet susceptible d’avoir des effets graves au bâti ou aux personnes jusqu’à 350 m, selon la nature du matériau transporté. Des dispositions d’urbanisme peuvent être préconisées en conséquence.
En cas d’accident grave, certaines installations nucléaires sont susceptibles de rejeter dans l’atmosphère de l’iode radioactif. La commune étant située dans le périmètre de sûreté autour de la centrale nucléaire de Tricastin et du site nucléaire de Marcoule, elle est exposée au risque nucléaire. À ce titre les habitants de la commune ont bénéficié, à titre préventif, d'une distribution de comprimés d’iode stable dont l’ingestion avant rejet radioactif permet de pallier les effets sur la thyroïde d’une exposition à de l’iode radioactif. En cas d'incident ou d'accident nucléaire, des consignes de confinement ou d'évacuation peuvent être données et les habitants peuvent être amenés à ingérer, sur ordre du préfet, les comprimés d'iode.

## Héraldique
| Blason de Vénéjan | Blason  | D'or à la bande losangée d'argent et de sinople. |
| Blason de Vénéjan | Détails | Le statut officiel du blason reste à déterminer. |

## Politique et administration
| Période                                  | Période   | Identité          | Étiquette      | Qualité   |
| ---------------------------------------- | --------- | ----------------- | -------------- | --------- |
| ?                                        | juin 1995 | Maurice Fost      | PCF            |           |
| juin 1995                                | mars 2001 | Monique Gironès   | Apparentée PCF |           |
| mars 2001                                | mars 2008 | Geneviève Beaumet |                |           |
| mars 2008                                | mars 2014 | Bernard Ughetto   | SE             |           |
| mars 2014                                | 2020      | Bruno Tufféry     | DVG            | Ingénieur |
| mai 2020                                 | En cours  | Gérard Estelle    |                |           |
| Les données manquantes sont à compléter. |           |                   |                |           |

## Démographie
L'évolution du nombre d'habitants est connue à travers les recensements de la population effectués dans la commune depuis 1793. Pour les communes de moins de 10 000 habitants, une enquête de recensement portant sur toute la population est réalisée tous les cinq ans, les populations de référence des années intermédiaires étant quant à elles estimées par interpolation ou extrapolation. Pour la commune, le premier recensement exhaustif entrant dans le cadre du nouveau dispositif a été réalisé en 2008.

En 2022, la commune comptait 1 262 habitants, en évolution de +2,85 % par rapport à 2016 (Gard : +2,97 %, France hors Mayotte : +2,11 %).
| 1793 | 1800 | 1806 | 1821 | 1831 | 1836 | 1841 | 1846 | 1851 |
| ---- | ---- | ---- | ---- | ---- | ---- | ---- | ---- | ---- |
| 481  | 473  | 610  | 575  | 653  | 629  | 689  | 701  | 669  |

| 1856 | 1861 | 1866 | 1872 | 1876 | 1881 | 1886 | 1891 | 1896 |
| ---- | ---- | ---- | ---- | ---- | ---- | ---- | ---- | ---- |
| 655  | 670  | 682  | 632  | 647  | 622  | 574  | 539  | 523  |

| 1901 | 1906 | 1911 | 1921 | 1926 | 1931 | 1936 | 1946 | 1954 |
| ---- | ---- | ---- | ---- | ---- | ---- | ---- | ---- | ---- |
| 504  | 480  | 451  | 440  | 434  | 423  | 420  | 379  | 390  |

| 1962 | 1968 | 1975 | 1982 | 1990 | 1999  | 2006  | 2008  | 2013  |
| ---- | ---- | ---- | ---- | ---- | ----- | ----- | ----- | ----- |
| 427  | 484  | 610  | 778  | 924  | 1 044 | 1 144 | 1 173 | 1 209 |

| 2018  | 2022  | - | - | - | - | - | - | - |
| ----- | ----- | - | - | - | - | - | - | - |
| 1 265 | 1 262 | - | - | - | - | - | - | - |

## Économie

### Revenus
En 2018  (données Insee publiées en septembre 2021), la commune compte 532 ménages fiscaux, regroupant 1 286 personnes. La médiane du revenu disponible par unité de consommation est de 25 370 € (20 020 € dans le département).

### Emploi
|                | 2008   | 2013  | 2018  |
| -------------- | ------ | ----- | ----- |
| Commune        | 6,4 %  | 6,1 % | 7,7 % |
| Département    | 10,6 % | 12 %  | 12 %  |
| France entière | 8,3 %  | 10 %  | 10 %  |

En 2018, la population âgée de 15 à 64 ans s'élève à 802 personnes, parmi lesquelles on compte 74,1 % d'actifs (66,3 % ayant un emploi et 7,7 % de chômeurs) et 25,9 % d'inactifs,. Depuis 2008, le taux de chômage communal (au sens du recensement) des 15-64 ans est inférieur à celui de la France et du département.
La commune fait partie de la couronne de l'aire d'attraction de Bagnols-sur-Cèze, du fait qu'au moins 15 % des actifs travaillent dans le pôle,. Elle compte 179 emplois en 2018, contre 195 en 2013 et 211 en 2008. Le nombre d'actifs ayant un emploi résidant dans la commune est de 539, soit un indicateur de concentration d'emploi de 33,3 % et un taux d'activité parmi les 15 ans ou plus de 57,9 %.
Sur ces 539 actifs de 15 ans ou plus ayant un emploi, 88 travaillent dans la commune, soit 16 % des habitants. Pour se rendre au travail, 90,5 % des habitants utilisent un véhicule personnel ou de fonction à quatre roues, 1,1 % les transports en commun, 3,4 % s'y rendent en deux-roues, à vélo ou à pied et 5 % n'ont pas besoin de transport (travail au domicile).

### Activités hors agriculture

#### Secteurs d'activités
81 établissements sont implantés  à Vénéjan au 31 décembre 2019. Le tableau ci-dessous en détaille le nombre par secteur d'activité et compare les ratios avec ceux du département,.
| Secteur d'activité                                                                                        | Commune | Commune | Département |
| Secteur d'activité                                                                                        | Nombre  | %       | %           |
| --- | ------- | ------- | ----------- |
| Ensemble                                                                                                  | 81      | 100 %   | (100 %)     |
| Industrie manufacturière, industries extractives et autres                                                | 13      | 16 %    | (7,9 %)     |
| Construction                                                                                              | 14      | 17,3 %  | (15,5 %)    |
| Commerce de gros et de détail, transports, hébergement et restauration                                    | 13      | 16 %    | (30 %)      |
| Information et communication                                                                              | 2       | 2,5 %   | (2,2 %)     |
| Activités financières et d'assurance                                                                      | 2       | 2,5 %   | (3 %)       |
| Activités immobilières                                                                                    | 2       | 2,5 %   | (4,1 %)     |
| Activités spécialisées, scientifiques et techniques et activités de services administratifs et de soutien | 20      | 24,7 %  | (14,9 %)    |
| Administration publique, enseignement, santé humaine et action sociale                                    | 10      | 12,3 %  | (13,5 %)    |
| Autres activités de services                                                                              | 5       | 6,2 %   | (8,8 %)     |

Le secteur des activités spécialisées, scientifiques et techniques et des activités de services administratifs et de soutien est prépondérant sur la commune puisqu'il représente 24,7 % du nombre total d'établissements de la commune (20 sur les 81 entreprises implantées  à Vénéjan), contre 14,9 % au niveau départemental.

#### Entreprises et commerces
Les cinq entreprises ayant leur siège social sur le territoire communal qui génèrent le plus de chiffre d'affaires en 2020 sont : 
- Venetrans, transports routiers de fret interurbains (2 139 k€) ;
- SAS Anglezan Freres, transports routiers de fret interurbains (1 016 k€) ;
- CJN, boulangerie et boulangerie-pâtisserie (286 k€) ;
- Petits Plats Et Jolis Draps, location de terrains et d'autres biens immobiliers (163 k€) ;
- Convergence Ingenierie, gestion des sites et monuments historiques et des attractions touristiques similaires (24 k€).

### Agriculture
La commune est dans la vallée du Rhône, une petite région agricole occupant la frange est du département du Gard. En 2020, l'orientation technico-économique de l'agriculture  sur la commune est la culture de fruits ou d'autres cultures permanentes. 
|               | 1988 | 2000 | 2010 | 2020 |
| ------------- | ---- | ---- | ---- | ---- |
| Exploitations | 40   | 28   | 17   | 20   |
| SAU (ha)      | 732  | 726  | 418  | 580  |

Le nombre d'exploitations agricoles en activité et ayant leur siège dans la commune est passé de 40 lors du recensement agricole de 1988  à 28 en 2000 puis à 17 en 2010 et enfin à 20 en 2020, soit une baisse de 50 % en 32 ans. Le même mouvement est observé à l'échelle du département qui a perdu pendant cette période 61 % de ses exploitations,. La surface agricole utilisée sur la commune a également diminué, passant de 732 ha en 1988 à 580 ha en 2020. Parallèlement la surface agricole utilisée moyenne par exploitation a augmenté, passant de 18 à 29 ha.

## Culture locale et patrimoine

### Lieux et monuments
- Chapelle Saint-Jean-Baptiste (ancienne église paroissiale). L'édifice a été inscrit au titre des monuments historiques en 1986[33].
- Chapelle Saint-Pierre. L'édifice a été classé au titre des monuments historiques en 1996[34].
- Église Saint-Jean-Baptiste de Vénéjan.

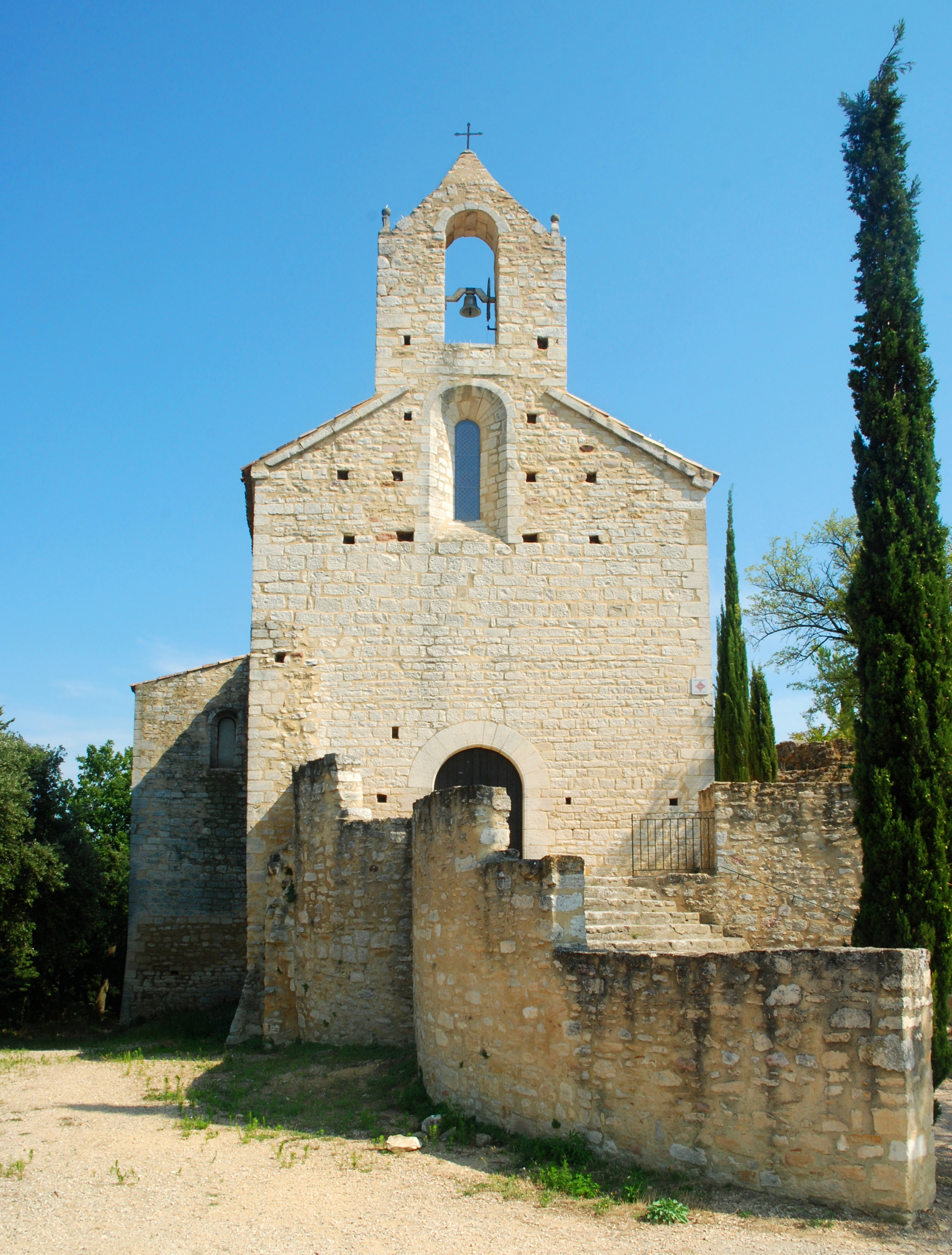
Chapelle Saint-Jean-Baptiste de Vénéjan.
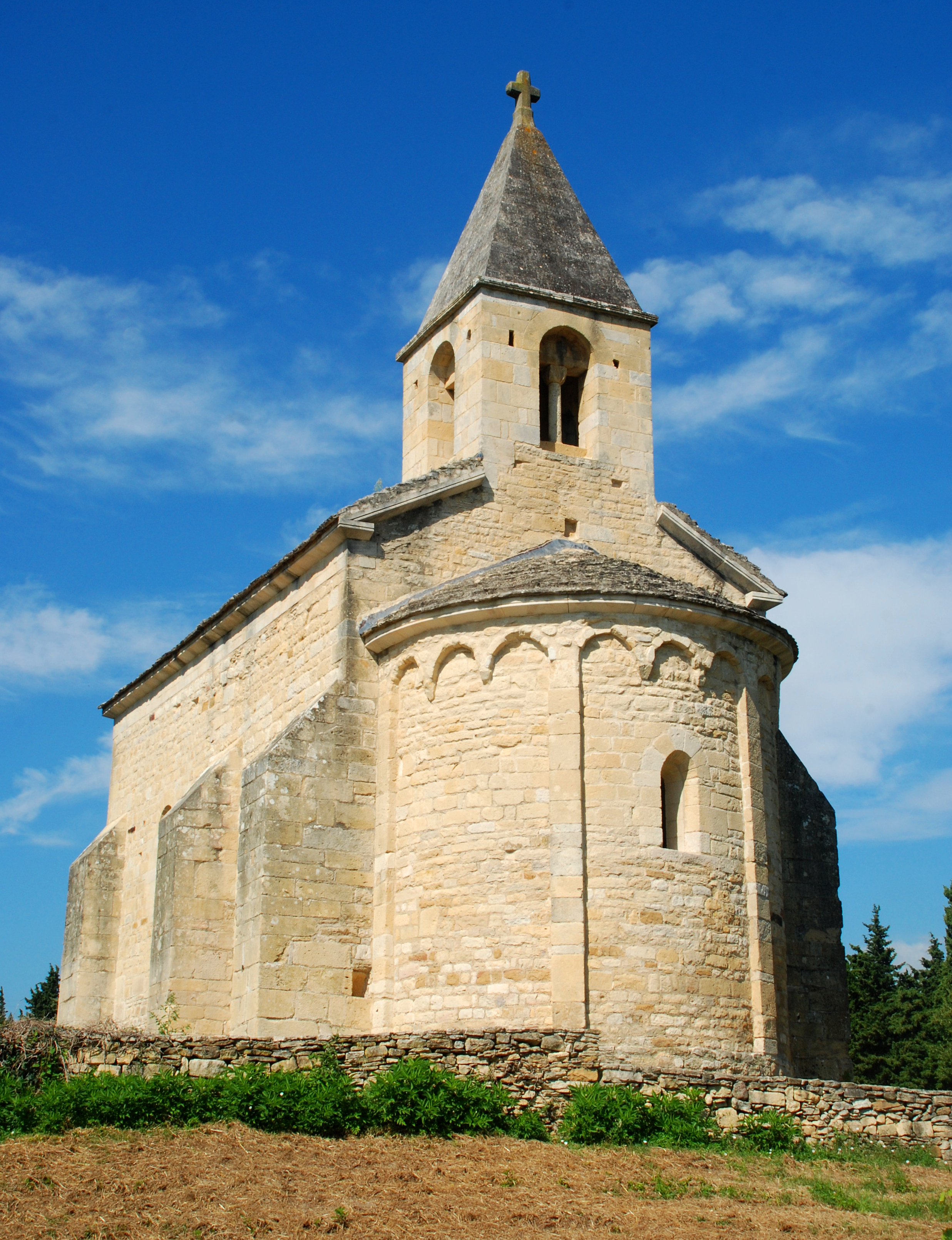
Chapelle Saint-Pierre de Vénéjan.
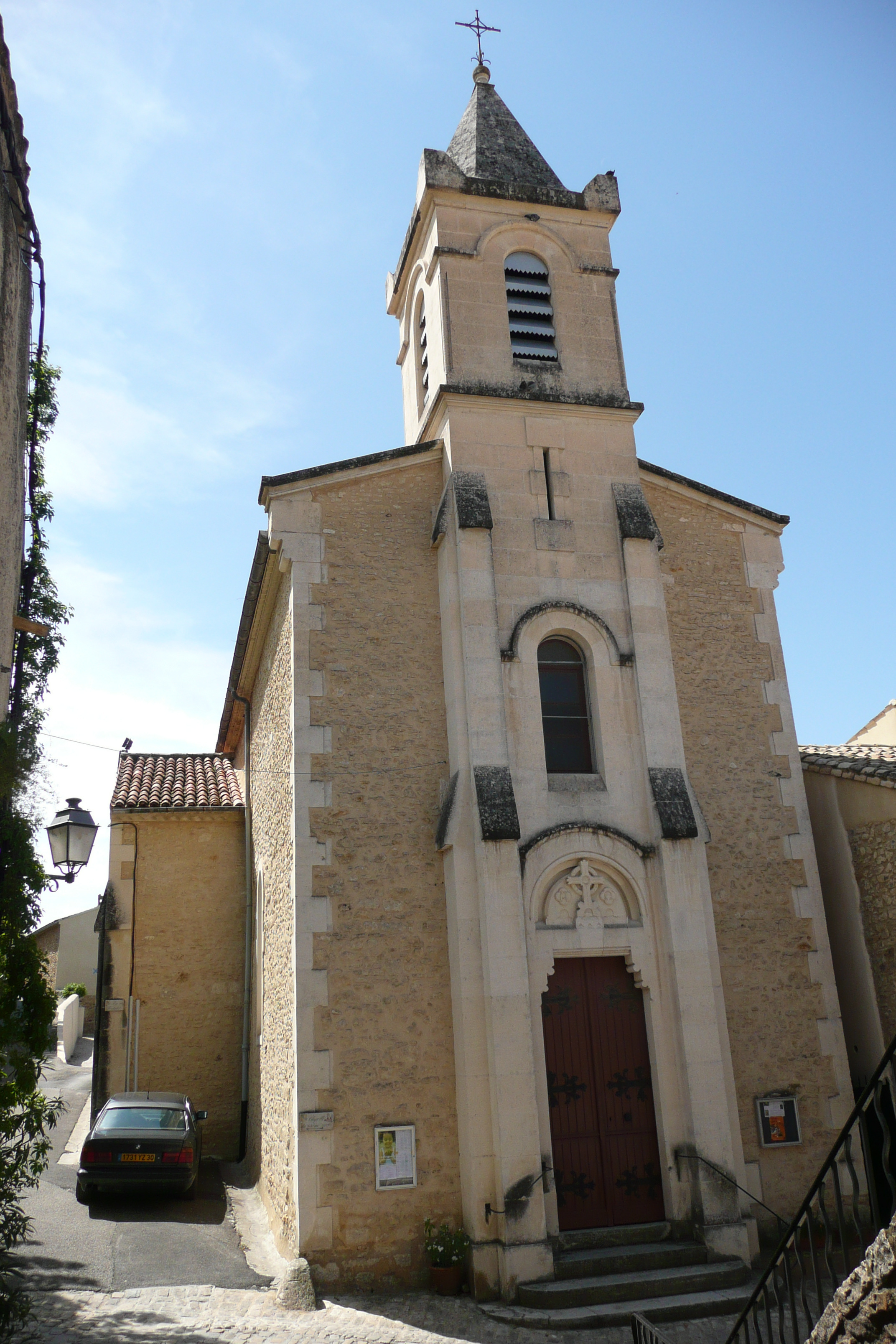
Église Saint-Jean-Baptiste de Vénéjan.

### Personnalités liées à la commune
- Famille de La Fare
- Mathieu Leclerc du Sablon (1859-1944), Doyen de la Faculté des sciences de Toulouse, propriétaire à La Vialle, fondateur et premier président de la cave coopérative de Vénéjan